# Guillermo Ros Lluch
Guillermo Ros Lluch (Vinalesa, 1988) és un artista i escultor valencià.
La seua obra ha sigut definida com violenta, adjectiu que s'utilitzà en el nom de la seua primera exposició a l'Institut Valencià d'Art Modern. Ha treballat amb materials com el marbre, entre d'altres tipus de pedra. El 2020 va guanyar el premi Senyera d'Arts Visuals, de l'Ajuntament de València.
El 2021 exposà en solitari a l'IVAM, en una exposició on va fer una crítica als elements arquitectònics presents a una sala d'exhibicions, com les columnes, que impedeixen la tasca de l'artista d'exposar la seua obra. Entre els elements que utilitzà, hi hagué escultures de ratolins, que contraposava a les columnes. Entre les referències culturals que formaven part del relat de l'exposició hi havia l'arquitectura del gòtic valencià, els videojocs,o el manga Berserk, de Kentaro Miura.